# はだかの太陽
『はだかの太陽』（はだかのたいよう、The Naked Sun）は、アイザック・アシモフのSF小説、推理小説。
1956年に雑誌連載され、1957年に刊行された。
『鋼鉄都市』の続編にあたるアシモフ2作目のロボット長編であり、やはりSFミステリの傑作として知られる。「ロボット工学三原則」の裏を掻いてロボットを殺人に利用するトリックが示されている。
本作の続編として、1972年に短編『ミラー・イメージ』（『コンプリート・ロボット』所収）が、1983年に長編『夜明けのロボット』が書かれている。

## あらすじ
ニューヨーク市警の刑事イライジャ・ベイリは、スペーサー・ワールド（宇宙国家）のひとつであるソラリアで発生した科学者デルマー博士殺人事件の捜査の為、単身ソラリアに赴く様に命じられる。同時にそれは、今後の地球の命運を占う上でどうしても必要な情報、スペーサーの実態に関するデータ収集の任も含まれていた。
宇宙国家オーロラから派遣されたヒューマンフォーム・ロボット、R・ダニール・オリヴォーとソラリアで再会したベイリは、ソラリアが人間1人当たりロボット1万台が稼働する”超ロボット依存社会”である事、ソラリア人はロボット達に奉仕されて何一つ不自由なく暮らしている事、そして自分の領地からほとんど出歩かず、専ら立体映像によるコミュニケーションに頼っている事を知る。
ソラリアの国家安全保障責任者のグルアーは、ベイリと立体映像で対面、殺人現場に残されていたのは撲殺された屍体と一体の機能不全に陥った（恐らく殺人を目撃したため）ロボットのみで凶器はなく、第一容疑者は同じ領地に住むデルマーの妻グレディアである事を告げる。さらにダニールが席を外した際、今回の事件とも関わるソラリア内部の陰謀の存在をベイリに示唆する。たかが一人の殺人事件に国家安全保障の責任者が動いたのは、銀河全体が危機に瀕するほどの陰謀があるためだというのだ。ところがグルアーは、最後まで言い終わる前にベイリの眼前で何者かに毒を盛られ倒れてしまう。
犯人の大胆な挑戦に捜査への執念を燃やすベイリは、グルアーの後任アトルビッシュの捜査中止命令をはねのけ、ソラリアの慣習に反する自らの足での直接対面と聞き込みで、グレディアら関係者への捜査を進める。その過程でベイリは、ソラリアでは肉体的な接近や接触は親子や夫婦の間でさえタブーとされて病的に忌み嫌われており、繁殖も人工生殖とロボット保育に依存している事、そしてすべてのスペーサー国家はいずれソラリアと同じようなある種の理想郷となるであろう事を知る。すなわち、ソラリア人には他人と直接対面しての撲殺や、ロボット達の目をかすめて他人の領地に侵入し毒を盛ることは不可能なはずなのだ。しかし、現に撲殺事件と毒殺未遂事件が起きている。さらに、ベイリ自身にも犯人の魔の手が及ぶ。
そして遂にベイリは事件の真相と、その裏にあった恐るべき陰謀にたどり着き、同時にソラリア人が、領地よりもロボットよりも大切で必要不可欠なものを捨ててしまったことを知る。それを知ったベイリの脳裏には、天高く輝く”はだかの太陽”が映し出されるのだった。

## 書誌情報
- 『裸の太陽』（伊藤照夫（都筑道夫）訳、講談社サイエンス・フィクション・シリーズ） 1958年11月
- 『裸の太陽』（常盤新平訳、ハヤカワ・SF・シリーズ3090） 1965年7月
- 『ロボット国ソラリア』（内田庶訳、講談社世界の科学名作7） 1965年
- 『はだかの太陽』（冬川亘訳、ハヤカワ文庫SF） 1984年
- 『はだかの太陽 新訳版』（小尾芙佐訳、ハヤカワ文庫SF） 2015年